# Borderterriër
De borderterriër is een klein, ruigharig ras in de terriërfamilie. Het ras is gefokt voor de vossenjacht op de grens tussen Engeland en Schotland.
De hond is niet al te groot en kan zo makkelijk een vossenhol in komen. Dat is ook de reden waarom hij zo'n dikke, stevige staart heeft: om hem weer uit het hol te kunnen trekken als hij vastzit.
De borderterriër is een vrij rustige hond en vriendelijk tegenover mensen, maar tegenover andere honden kan hij zich heel dominant gedragen.
Vroeger leefde de borderterriër op boerderijen, waar hij geen eten kreeg, maar zijn eigen eten moest vangen. Zo ruimde hij de muizen en ander ongedierte op.
De vacht van de hond valt vanzelf uit als er niks mee gebeurt. De vacht kan ook worden geplukt. Daarmee ontstaat er een zachtere vacht.